# Steff Cras
Steff Cras, nascido a 13 de fevereiro de 1996, é um ciclista belga, membro da equipa Lotto Soudal.

## Palmarés
- Ainda não tem conseguido nenhuma vitória como profissional

## Resultados nas Grandes Voltas
| Carreira        | 2018 | 2019 |
| --------------- | ---- | ---- |
| Giro d'Italia   | -    | -    |
| Tour de France  | -    | -    |
| Volta a Espanha | -    | 76º  |

-: não participa 

Ab.: abandono 

## Equipas
- Team Katusha-Alpecin[2] (2018-2019)
- Lotto Soudal (2020-)